# آگارا
آگارا (به لاتین: Agara) یک منطقهٔ مسکونی در گرجستان است که در شیدا کارتلی واقع شده‌است. آگارا ۳٬۳۶۴ نفر جمعیت دارد و ۶۴۰ متر بالاتر از سطح دریا واقع شده‌است.